# Parafia bł. Michała Kozala w Pruszczu Gdańskim
Parafia bł. Michała Kozala i bł. ks. Jerzego Popiełuszki – rzymskokatolicka parafia znajdująca się w Pruszczu Gdańskim. Parafia należy do dekanacie Pruszcz Gdański w archidiecezji gdańskiej. 
Parafia została ustanowiona 7 grudnia 1987 roku w wyniku podziału parafii Matki Boskiej Nieustającej Pomocy. Niewielka świątynia należąca do parafii MBNP nie była bowiem w stanie pomieścić wszystkich wiernych. Od 1989 roku, po zatwierdzeniu przez władze państwowe granic działki parafialnej, wspólnota pruszczańska przygotowała się do budowy domu katechetycznego z plebanią, a następnie świątyni. W dniu 11 czerwca 1993 roku przystąpiono do budowy kościoła. Konsekracji świątyni pod wezwaniem bł. Michała Kozala w dniu 1 października 2000 roku dokonał ks. arcybiskup Tadeusz Gocłowski. 18 października 2014 roku w parafii odbyła się uroczystość wprowadzenia relikwii bł. ks. Jerzego Popiełuszki oraz ustanowienia go współpatronem parafii.

## Proboszczowie
- ks. kan. Jerzy Pobłocki (do 17 listopada 2019)
- ks. kan. Krzysztof Sroka (od 17 listopada 2019)

## Wspólnoty
- Liturgiczna Służba Ołtarza
- Oaza Ruchu Światło Życie
- Żywy Różaniec
- Rycerstwo Niepokalanej
- Kościół Domowy
- Stowarzyszenie Rodzin Katolickich
- Wspólnota Charyzmatyczna SNE „Żyć to Chrystus”
- Chór Parafialny
- Scholka „Kozalki”
- Wolontariat „Miłosierny samarytanin”